# Anton Heinrich du Plat
Anton Heinrich du Plat (* 1738 in Ratzeburg; † 1791 in Hildesheim) war ein kurhannoverscher Generalleutnant und Kartograf. Er war der erste hannoversche Straßen- und Wegebau-Ingenieur.

## Leben

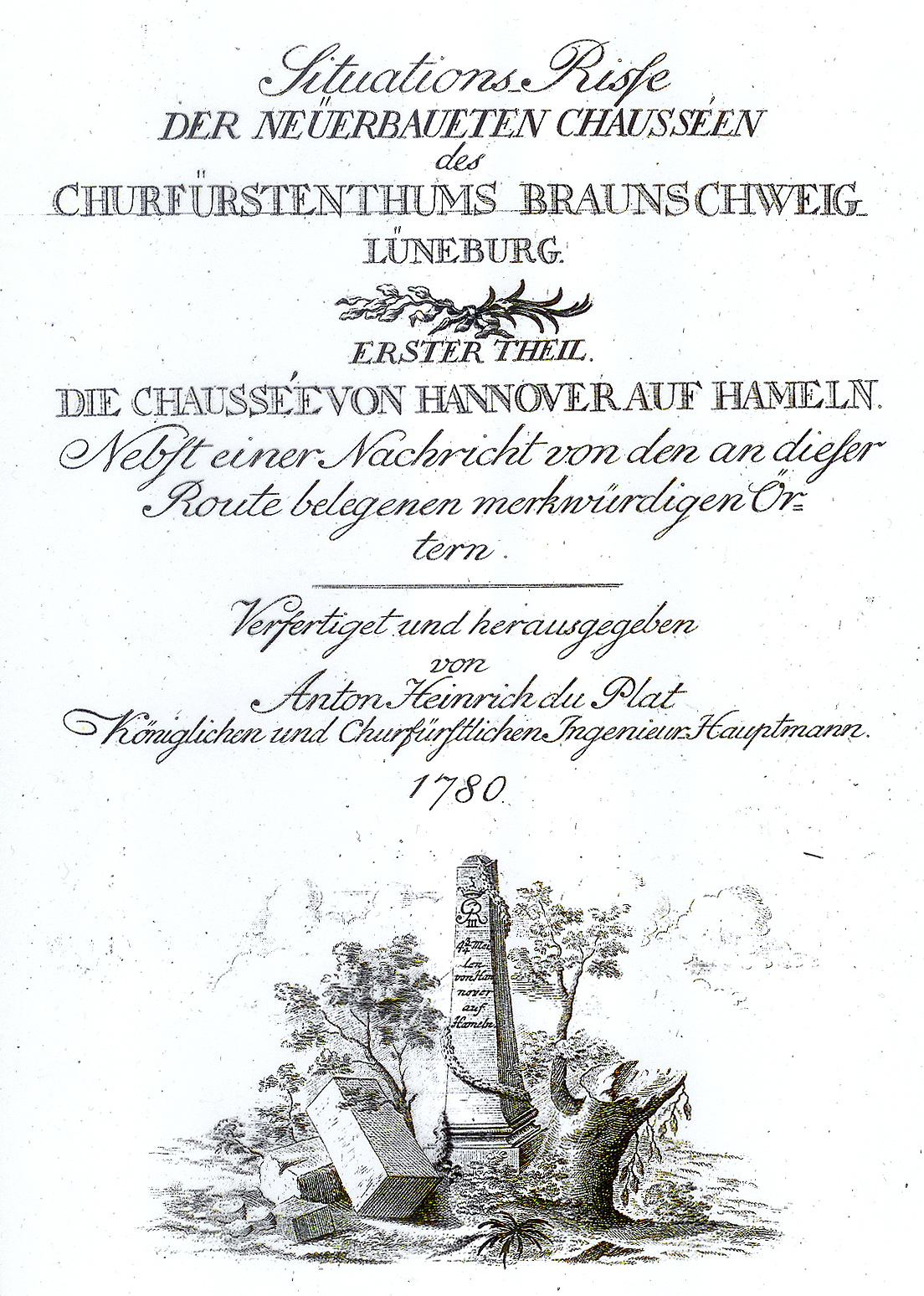
„Situations-Risse der neüerbaueten Chausséen des Kurfürstenthums Braunschweig-Lüneburg. Erster Theil“ für die (heutige) Bundesstraße B 217;
Innentitel des 1780 von du Plat herausgegebenen Buches mit Kupferstich des Meilensteines „4 3/4 Meilen von Hannover auf Hameln“

Anton Heinrich du Plat entstammte dem französischen Adelsgeschlecht du Plat, dessen erster Vertreter in Deutschland ab 1697 sein Großvater Pierre Joseph du Plat (1657–??) war, Stammvater der hannoverschen Linie. Mitglieder dieser deutschen Linie traten wiederum in königlich dänische und britische Dienste. Plat war der Sohn des kurhannoverschen Offiziers und Kartografen Pierre Joseph du Plat (1691–1753) und der Löhrstorfer Gutsverwaltertochter Engel Justina Janus (1700–??). Auch seine älteren Brüder Generalleutnant Georg Josua du Plat (1722–1795), Oberdeichgraf Peter Joseph du Plat (1728–1782) und Generalleutnant Johann Wilhelm du Plat (1735–1806) waren alle wie er kurhannoversche Kartografen.
Nach dem Siebenjährigen Krieg (1756–1763) waren die Heer- und Handelsstraßen in sehr schlechtem Zustand. Deshalb wurde danach der Straßenbau als wichtige staatspolitische Aufgabe erkannt. Um eine aktive Handelsbilanz zu erzielen, wie es der Merkantilismus zur Vergrößerung des Reichtums eines Landes empfahl, mussten Gewerbe und Handel gefördert werden. Unabdingbare Voraussetzung hierfür war aber ein gut ausgebautes Straßennetz. In der Mitte des 18. Jahrhunderts begann man deshalb mit dem Bau von Chausseen, also künstlich ausgebauten Fernstraßen. Die Besonderheit war also, dass ab sofort nicht mehr die Fuhrleute den geeigneten Weg für ihre Fuhrwerke suchten, sondern der Staat den Weg vorgab.
So wurde auch von 1764 bis 1776 auf Anweisung von Georg III., der für das Jahr 1764 eine Summe von 12.000 Talern für den Chausseebau zur Verfügung gestellt hatte, die Chaussee von Hannover nach Hameln gebaut, ab 1765 auch die Chaussee von Hannover nach Kassel, die heutige Bundesstraße 3, und ab 1769 auch die Chaussee von Hannover nach Nienburg, die heutige Bundesstraße 6. Plat leitete als Ingenieur-Offizier diese Bauarbeiten von Beginn an.
Als königlich und churfürstlicher Ingenieur-Kapitän fertigte er dabei 1780 sein wichtigstes Werk, die Situations-Risse Der Neüerbaueten Chausséen des Churfürstenthums Braunschweig-Lüneburg – Die Chaussee von Hannover auf Hameln. Es enthält einen Gesamtaufriss der Straße und zehn Detailpläne einzelner Streckenabschnitte. Plat fügte diesen Karten Ortsbeschreibungen und geschichtliche Daten der Orte hinzu, die im Straßenverlauf liegen. Abfahrts- und Ankunftspläne der reitenden und fahrenden Post, Wegegeld-Tarife und Öffnungszeiten der Stadttore ergänzen die Informationen über diese Straße, die als heutige Bundesstraße 217 noch weitgehend dem Verlauf der alten Chaussee folgt. Mehr als dieser erste Teil ist nicht erschienen, allerdings zeichnete er auch noch einige andere Karten.
Im Jahr 1787 wurde Plat zum Major befördert. Als Oberst wurde er später Inspekteur der Infanterie zu Hannover. Er starb im Rang eines Generalleutnants.

## Werke
- Carte derer Environs von Hannover. 1750.
- Situations-Risse Der Neüerbaueten Chausséen des Churfürstenthums Braunschweig-Lüneburg. Erster Theil. Die Chaussée von Hannover auf Hameln. Nebst einer Nachricht von den an dieser Route belegenen merkwürdigen Örtern. [Hannover] 1780. Faksimile: Niemeyer Verlag, Hameln 1985, ISBN 3-87585-069-6. (Google Books)